# Maerua gilgii
Maerua gilgii là một loài thực vật có hoa trong họ Capparaceae. Loài này được Schinz mô tả khoa học đầu tiên.